# 로버트 제인
로버트 제인(Robert Jayne, 1973년 7월 16일 ~ ) 혹은 보비 저코비(Bobby Jacoby)는 미국의 배우, 성우이다.

## 출연 작품
- 미씨카: 더 네크로맨서 (2015년)
- 미시카 : 더 다크스포어 (2015년)
- 미시카 : 쿼스트 포 히어로 (2014년)
- 불가사리 3 (2001년)
- 진주만 (2001년)
- 템테이션 스트레인저 (2000년)
- 더 이상 참을 수 없어 (1998년)
- 나이트 오브 데몬스 2 (1994년)
- 가출 부모 (1993, The Day My Parents Ran Away)
- 인조 인간 애플게이트 (1990년)
- 불가사리 (1990년) - 멜빈 플러그 역
- 마법의 성 2 (1988년)
- 스프릿 (1987년)
- 아이언 이글 (1986년)
- 슈퍼소녀 비키 (1985년)
- 도박꾼(영어판) (1985년)
- 러브 다이 네이버 (1984년)
- 생사의 여객기 (1984, Flight 90: Disaster on the Potomac)
- 후커와 로마노 (1982년)

### 텔레비전
- Knots Landing (1980-85)
- 신나는 개구쟁이 (1985-86)